# Saint-Rémy-Boscrocourt
Saint-Rémy-Boscrocourt är en kommun i departementet Seine-Maritime i regionen Normandie i norra Frankrike. Kommunen ligger i kantonen Eu som tillhör arrondissementet Dieppe. År 2022 hade Saint-Rémy-Boscrocourt 801 invånare.

## Befolkningsutveckling
Antalet invånare i kommunen Saint-Rémy-Boscrocourt
| Referens: INSEE |